# Réservoir La Grande 1
Das Réservoir La Grande-1 ist ein Stausee in der kanadischen Provinz Québec. 

## Lage
Der Stausee liegt in der Region Jamésie am Unterlauf des Flusses La Grande Rivière und ist Bestandteil des Baie-James-Wasserkraftprojekts. Die Fläche des 75 km langen Stausees beträgt 7 km², das Speichervolumen umfasst 98 Millionen m³.
Der zugehörige, 330 m breite Staudamm Barrage La Grande-1 bei (⊙) liegt 37 km vor der Mündung des Flusses in die James Bay. 
Das beim Damm gelegene Laufwasserkraftwerk La Grande-1 besitzt zwölf Turbinen mit einer installierten Leistung von 1436 MW, die Fallhöhe beträgt 27,5 m.